# ۱۴ ژوئیه
۱۴ ژوئیه صد و نود و پنجمین (در سال‌های کبیسه صد و نود و ششمین) روز سال در گاه‌شماری میلادی است. ۱۷۰ روز تا پایان سال باقی‌است.

## رویدادها
- ۱۷۸۹ - یورش به باستیل در طی انقلاب فرانسه
- ۱۹۴۵ - جنگ دوم جهانی: ایتالیا به امپراتوری ژاپن اعلان جنگ داد.
- ۱۹۵۸ - کودتای ۱۴ ژوئیه در عراق و براندازی نظام سلطنتی
- ۱۹۷۶ - کانادا مجازات اعدام را لغو کرد.
- ۲۰۱۱ - سودان جنوبی به عنوان ۱۹۳ امین کشور به سازمان ملل متحد پیوست.
- ۲۰۱۵ - امضای برجام بین ایران و گروه ۱+۵
- ۲۰۱۵ - نیوهورایزنز، نخستین فضاپیمایی نام گرفت که با عبور نزدیک از کنار سیاره پلوتون جهان دور را دیده‌است.

## زادروزها
- ۱۹۱۸ - اینگمار برگمان، کارگردان و فیلم‌ساز سوئدی
- ۱۹۷۱ - هاوارد وب، داور فوتبال اهل انگلستان

## درگذشت‌ها
- ۱۲۲۳ − فیلیپ دوم، پادشاه فرانسه (ز. ۱۱۶۵)
- ۱۹۷۱ - مریم میرزاخانی، ریاضی‌دان ایرانی-آمریکایی